# سیارک ۴۲۶۸
سیارک ۴۲۶۸ (به انگلیسی: 4268 Grebenikov، نامگذاری:1972TW3) چهار هزار و دویست و شصت و هشتمین سیارک کشف شده‌است که در ۵ اکتبر ۱۹۷۲ کشف شد.
قدر مطلق سیارک برابر ۱۳٫۸۰ است.